# Кинема (продукт)
Кинема (непальск. किनेमा) — блюдо гималайского региона из ферментированных соевых бобов. Распространено в северо-восточной части Индии, Непале и Бутане. Это самый дешёвый источник белка, во многих домах его готовят на продажу.
Кинему готовят аналогично натто: соевые бобы вымачивают, варят, а затем ждут, пока сенная палочка размножится в тепле и заквасит бобы. Кинема имеет характерный ореховый запах и вкус, приглушаемый аммиаком. Её добавляют в карри и чатни, едят с овощами и сыром.
Приготовление кинемы в домашних условиях может привести к отравлениям из-за размножения в бобах патогенных микроорганизмов. Обычно этого удаётся избежать, и кинема несёт пользу здоровью за счёт высокого содержания полезных аминокислот и калия.

## История
Кинема — одно из древнейших блюд Азии. Слово «кинема» происходит от слова «кинамбаа» языка лимбу, этимологически представляющего собой соединение «ки» («ферментированный») и «намбаа» («вкус»). Среди народов Непала первыми его стали производить именно лимбу. После аннексии непальцами страны лимбу, Лимбувана, кинема распространилась по всему Непалу.
В Индии кинему (под разными названиями) едят в штатах Аруначал-Прадеш, Западная Бенгалия, Манипур, Мегхалая, Мизорам, Нагаленд, Сикким. Её готовят такие народы, как ади, апатани, бхутия, гало, кхаси, лепча, манипури, мизо, суми, шердукпен
Кинема образует одну из вершин «треугольника натто», предложенного японским этнобиологом Сасукэ Накао в 1972 году; остальные две составляют японское натто и индонезийское темпе — все эти продукты готовятся из соевых бобов ферментацией. В «треугольнике» Накао находятся также корейский чхонгукчан, пепок с севера Мьянмы, камбоджийский sieng, тайский тхуа нао. Индийский пищевой технолог Джоти Пракаш Таманг исключал темпе из этого перечисления, так как его заквашивают грибком Rhizopus oligosporus, а остальные продукты — микроорганизмами рода Бациллы, и предлагал «треугольник „кинема — натто — тхуа нао“», объединяющий несолёные продукты из соевых бобов, подвергнутые ферментации микроорганизмами этого рода. Сенная палочка, которой заквашивают кинему, натто, чхонгукчан и тхуа нао, идентична, что может означать, что эти продукты имеют общее происхождение. Возможная прародина этих продуктов находится на юге Китая, в Юньнане.

## Приготовление

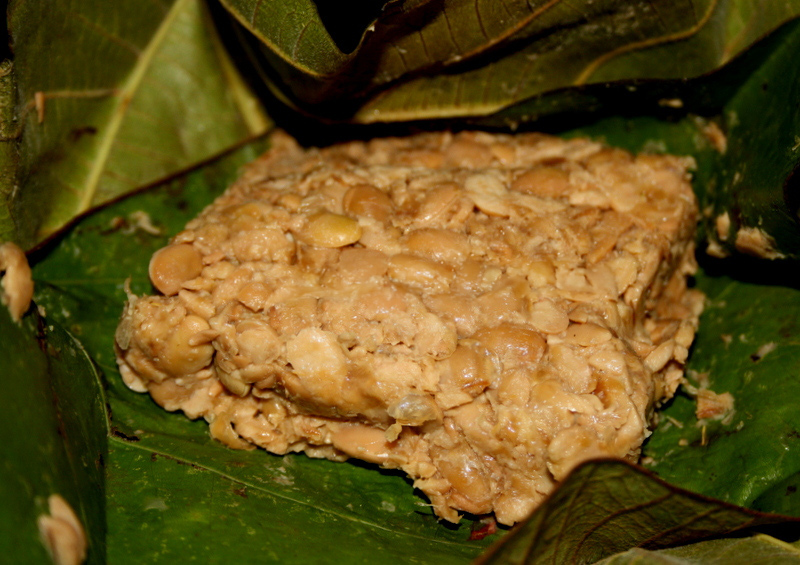
Непальская кинема, завёрнутая в листья

Технологический процесс очень близок к приготовлению натто, за исключением разрушения бобов пестом и отсутствия коммерческой закваски. Кинему делают женщины. Мелкие соевые бобы сутки вымачивают в воде при комнатной температуре (10—25°), а затем варят в свежей воде. Замачивание перед варкой не изменяет количество спор сенной палочки на сое, но способствует размножению молочнокислых бактерий, агрессивных для многих патогенов, и снижает pH бобов с 6,6 до 5,3, а также концентрацию тиамина в них. Варка безвредна для рода Бациллы, но убивает почти все остальные микроорганизмы, оставляя чистую культуру. Замена воды повышает pH до 6,2—6,6. Во время варки в сое увеличивается уровень никотиновой кислоты и рибофлавина.
Ещё горячие варёные бобы аккуратно дробят деревянным пестом, после чего смешивают с щепоткой древесного пепла; полученную массу заворачивают в листья Athyrium, Musa x paradisiaca, Leucosceptrum canum или других местных растений и оставляют на 1—3 дня в кухне. Пепел позволяет поддерживать щелочную среду.
Кинема — продукт смешанной молочнокислой и щелочной ферментации. За ферментацию отвечают в основном микроорганизмы рода Бациллы: сенная палочка, Bacillus licheniformis, Bacillus cereus, Bacillus circulans, Bacillus thuringiensis, а также Lysinibacillus sphaericus, Enterococcus faecium, Candida parapsilosis и Geotrichum candidum. Сенная палочка — доминирующая культура, и это лучшая закваска для кинемы по вкусовым и производственным качествам, тогда как остальные штаммы могут отсутствовать. Коммерческая закваска приготовляется из высушенных спор сенной палочки штамма KK2:B10. За ореховый вкус и запах кинемы отвечает гексанал. Также в кинеме встречаются дрожжи Candida parapsilosis и Geotrichum candidum.
Во время ферментации количество белкового азота в сое падает, концентрация небелкового и растворимого азота растёт, как и относительная вязкость. При использовании сенной палочки увеличивается концентрация водорастворимого азота, а увеличение концентрации формольного азота улучшает вкус. Также в это время содержание фенолов в кинеме растёт в 1,4 раза.
Ферментация происходит при температуре 25—40° C, после чего кинема съедобна 2—3 дня (летом) или до недели зимой. Оставив кинему на солнце, можно продлить срок её годности до нескольких месяцев.

## Употребление
Приготовленную кинему хранят вместе с листьями, в которую она завёрнута; так же её продают на рынках. Бобы остаются относительно твёрдыми, как изюм, на них появляется белая слизистая жидкость, растягивающаяся нитями; запах у массы слегка аммиачный.
Кинему жарят в масле несколько минут (это уничтожает аммиачный запах), после чего тушат с помидорами, острым перцем, луком и приправами, приготовляя карри, которое едят вместе с рисом. Помимо этого, её добавляют в чатни, едят с варёными овощами, сыром из молока яка и так далее. Помимо этого, были предприняты попытки добавлять кинему в галеты.
В среднем в 1997—1998 годах в северо-восточной Индии употребляли 2—3 грамма кинемы в день.

## Влияние на здоровье
Кинема имеет антиоксидантное действие, содержит все незаменимые аминокислоты, причём для почти всех из них кинема является хорошим источником, и незаменимую линолевую кислоту, комплекс витаминов B, вместе с тем в ней мало холестерина и она вызывает снижение его уровня у тех, кто её употребляет за счёт неомыляемых жиров. В кинеме много аминокислот, особенно глутамина и аспаргиновой кислоты. Кинема хорошо переваривается и не требует большого количества желудочно-кишечных ферментов. Ферментация снижает уровень рафинозы до необнаруживаемого, устраняя вероятность метеоризма.
В кинеме содержится 47—48 % белка, 17 % жира, 28 % углеводов. У готового продукта высокий pH: 7,8—8,5, что вызвано высвобождением аммиака при ферментации.
Кинема содержит намного меньше минеральных веществ, чем сырые бобы; в килограмме продукта содержится 4 мг меди, 10 мг марганца, 13 мг цинка, 18 мг железа, 683 мг кальция, 494 мг магния, 1257 мг фосфора и 2077 мг калия. Фитиновая кислота и соединения фенола снижают доступность железа и других микроэлементов, что может составлять проблему для вегетарианской диеты, однако их уровень в кинеме ниже, чем в сырых бобах. Кинема относительно богата калием и почти не содержит натрия (0,5 мг на кг сухого вещества), что соответствует рекомендациям врачей снижать уровень натрия и одновременно увеличивать уровень калия в диете.
Приготовленная в домашних условиях кинема может содержать опасные для здоровья бактерии: Bacillus cereus и фекальные энтеробактерии, хотя рост первой и подавляется сенной палочкой, а также температурной обработкой при приготовлении карри и чатни.